# شذوذات فقرية خلقية
تشمل التشوهات الفقرية الخلقية مجموعة من التشوهات في العمود الفقري. إن معظمها، أي نحو 85% منها، غير مهم من الناحية السريرية، لكنها قد تضغط على الحبل الشوكي نتيجة تشويهها القناة الفقرية، أو تسبب عدم الاتزان. تظهر هذه الشذوذات في الرحم، وتشمل تغيرات في شكل الفقرات وعددها.

## التقطن والتعجز

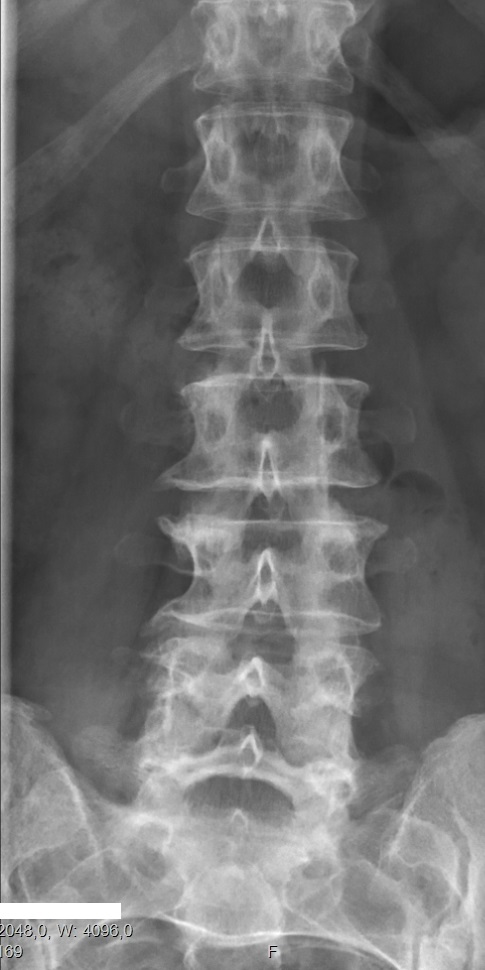
تقطن الفقرة العجزية الأولى، ينظر إليها على أنها 6 فقرات لا تتصل بالأضلاع.

يُعد التقطن شذوذًا فقريًا، ويُعرف بأنه حالة تتضمن عدم اندماج القطعتين الأولى والثانية من العجز؛ يبدو العمود الفقري القطني مؤلفًا من ست فقرات أو قطع، وليس خمس، وتُعرف هذه الفقرة القطنية السادسة باسم الفقرة الانتقالية. على العكس من ذلك، يبدو العجز مؤلفًا من أربعة قطع فقط بدلًا من القطع الخمسة المحددة. تتشكل الفقرات الانتقالية القطنية العجزية من عملية اندماج آخر فقرة قطنية مع القطعة العجزية الأولى. تعد الفقرة القطنية السادسة إحدى أكثر التشوهات شيوعًا، مع أن نحو 10% فقط من البالغين يعانون آفة نخاعية جينية المنشأ.

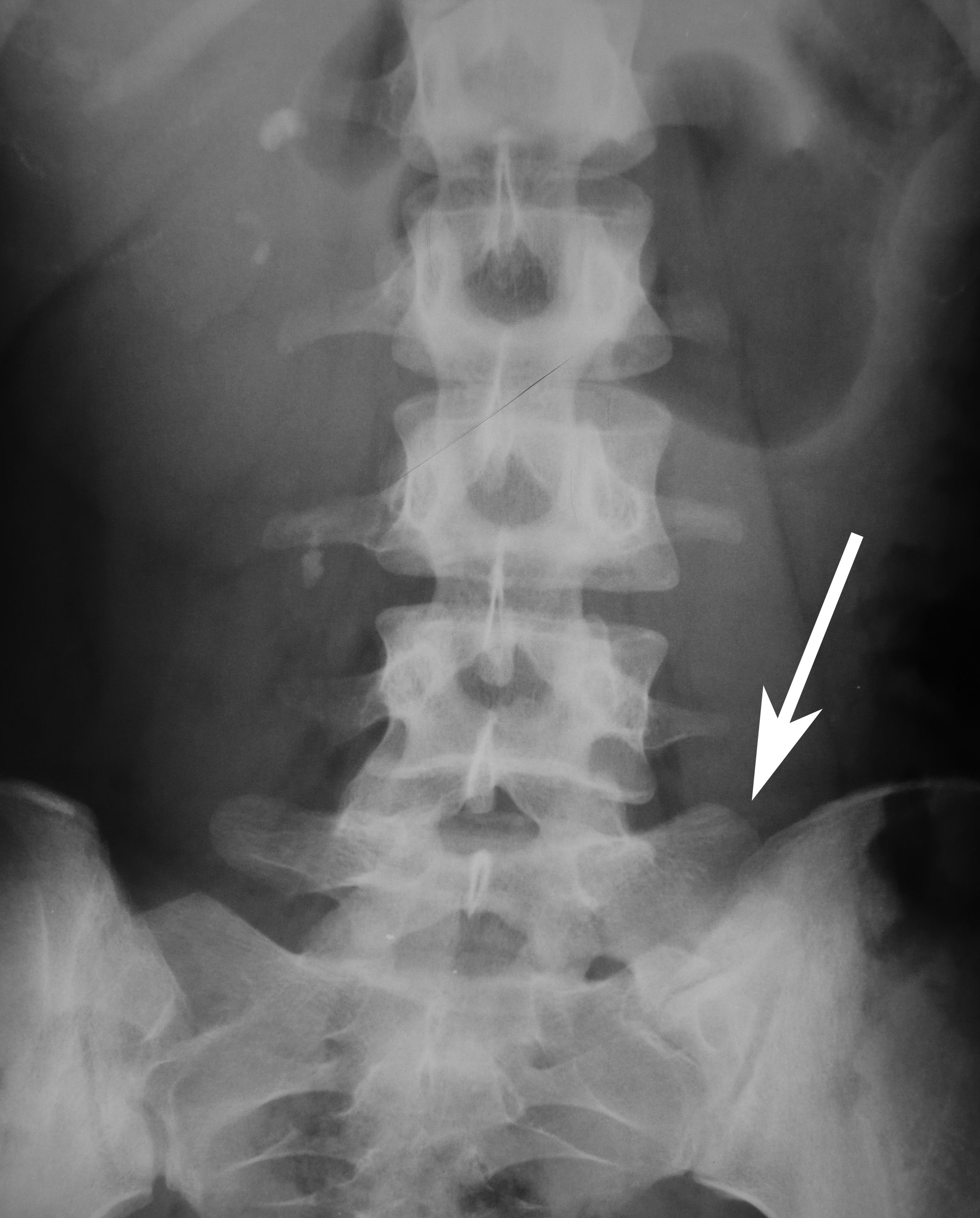
يظهر تعجز الفقرة القطنية الخامسة في الزاوية اليمنى الدنيا من الصورة.

يُعد تعجز الفقرة القطنية الخامسة (أو التعجز) شذوذًا خلقيًا، يندمج فيه الناتئ المستعرض للفقرة القطنية الأخيرة (إل5) مع العجز على جانب واحد أو على الجانبين، أو مع الحرقفة، أو مع العجز والحرقفة معًا. لوحظت هذه الشذوذات عند نحو 3.5% من الأفراد، وعادة ما تكون ثنائية، لكنها قد تظهر بصورة أحادية الجانب أو غير كاملة (وجيهات رديمية في الجانب نفسه أو في الجانب المقابل) أيضًا. قد يسبب التعجز ألمًا في أسفل الظهر، لكنه لا عرضي في كثير من الحالات (خاصة النوع ثنائي الجانب). تحدث آلام أسفل الظهر في هذه الحالات بسبب الميكانيكا الحيوية غالبًا. قد يكون القرص الفقري إل5-إس1 (L5-S1) رفيعًا وضيقًا في التعجز. تُلاحظ هذه الشذوذات باستخدام التصوير بالأشعة السينية.
يعني التعجز ارتباط الفقرة القطنية السادسة (إل6) بالفقرة العجزية الأولى (إس1) عبر مفصل رديمي. يخلق مفصل إل6-إس1 حركة إضافية، ما يزيد احتمالية الإجهاد المرتبط بالحركة وآلام أسفل الظهر وأمراضه. يمكن علاج هذه الحالة عادةً دون جراحة، عن طريق حقن دواء الستيرويد في المفصل الكاذب. إضافةً إلى ما سبق، إن اندماج إل6 مع فقرة أخرى، يرفع فرص الإصابة بآلام أسفل الظهر بصورة ملحوظة، دون نسيان أن وجود الفقرة السادسة في الحيز الذي يفترض وجود خمس فقرات فيه بصورة طبيعية يقلل أيضًا من مرونة العمود الفقري ويزيد احتمالية الإصابة.

## الفقرات النصفية
تأخذ فقرات العمود الفقري شكلًا إسفينيًا، وعليه تسبب أحيانًا ظهور زاوية في العمود الفقري (كما هو الحال في الحداب والجنف والقعس). من المرجح أن تسبب الفقرات النصفية مشكلات عصبية مقارنة بالشذوذات الفقرية الخلقية الأخرى. تمثل فقرات منتصف الصدر أكثر مواقع ظهورها شيوعًا، خاصة الفقرة الصدرية الثامنة (تي8). تنجم العلامات العصبية عن تزوّ شديد في العمود الفقري، وتضيق القناة الشوكية، وعدم استقرار العمود الفقري، وخلع الفقرات أو كسرها. تشمل العلامات ضعف الأطراف الخلفية أو شللها وسلس البول أو البراز وألم العمود الفقري. إن معظم حالات الفقرات النصفية لا عرضية أو تسبب أعراضًا خفيفةً، وعليه يكون العلاج محافظًا عادةً. قد تستجيب الحالات الشديدة للحل الجراحي الذي يفيد بتخفيف الضغط على الحبل الشوكي وتثبيت العمود الفقري. إن تداعيات المرض المعروفة كثيرة وتشمل: متلازمة أيكاردي، خلل التعظم الترقوي القحفي، انشقاق البطن الخلقي 3، متلازمة غورلين، توسع الحويضة الجنيني 3، متلازمة جاركو ليفين، والإكشاف المذرقي (معقد OEIS)، متلازمة فاكترل.
يمثل نقص الإمداد الدموي السبب المحتمل لظهور الفقرات النصفية، نقص يؤدي إلى عدم تشكل جزء من الفقرات. يُعد الذيل أكثر مناطق ظهور الفقرات النصفية شيوعًا عند الكلاب، ما يؤدي إلى ظهور الذيل بشكل اللولب.